# 髙岸憲伸
- 高岸憲伸

髙岸 憲伸（たかぎし けんしん、1999年6月29日 - ）は、東京都出身のサッカー選手。ポジションはMF。

## 略歴
小学校・中学校時代は川崎フロンターレのアカデミーに在籍していた（U-15時代の同期にデューク・カルロス、大曽根広汰、新井秀明がいる）。中学卒業後、ユースには昇格せずサッカー強豪校の星稜高校に進学。3年次には背番号「10番」を背負い、敷田唯らとともに全国高等学校サッカー選手権大会に出場した。星稜高校卒業後は中央大学に進学し、サッカー部でプレー。2021年9月10日、2022年シーズンからの水戸ホーリーホック加入内定、並びに特別指定選手承認が発表された。
2022年4月10日、J2リーグ第9節のツエーゲン金沢戦でプロデビューを飾った。
2024年11月18日、契約満了による退団が発表された。

## 所属クラブ
- 若松サッカークラブ
- 川崎フロンターレU-12（世田谷区立千歳小学校）[5]
- 川崎フロンターレU-15（世田谷区立千歳中学校）[5]
- 星稜高校
- 中央大学
  - 2021年9月 -  同年12月  水戸ホーリーホック（特別指定選手）
- 2022年 - 2024年  水戸ホーリーホック

## 個人成績
| 国内大会個人成績 | 国内大会個人成績 | 国内大会個人成績 | 国内大会個人成績 | 国内大会個人成績 | 国内大会個人成績 | 国内大会個人成績 | 国内大会個人成績 | 国内大会個人成績 | 国内大会個人成績 | 国内大会個人成績 | 国内大会個人成績 |
| 年度             | クラブ           | 背番号           | リーグ           | リーグ戦         | リーグ戦         | リーグ杯         | リーグ杯         | オープン杯       | オープン杯       | 期間通算         | 期間通算         |
| 年度             | クラブ           | 背番号           | リーグ           | 出場             | 得点             | 出場             | 得点             | 出場             | 得点             | 出場             | 得点             |
| 日本             | 日本             | 日本             | 日本             | リーグ戦         | リーグ戦         | リーグ杯         | リーグ杯         | 天皇杯           | 天皇杯           | 期間通算         | 期間通算         |
| ---------------- | ---------------- | ---------------- | ---------------- | ---------------- | ---------------- | ---------------- | ---------------- | ---------------- | ---------------- | ---------------- | ---------------- |
| 2022             | 水戸             | 30               | J2               | 24               | 0                | -                | -                | 1                | 0                | 25               | 0                |
| 2023             | 水戸             | 6                | J2               | 6                | 0                | -                | -                | 2                | 0                | 8                | 0                |
| 2024             | 水戸             | 6                | J2               | 11               | 0                | 1                | 0                | 2                | 0                | 14               | 0                |
| 通算             | 日本             | 日本             | J2               | 41               | 0                | 1                | 0                | 5                | 0                | 47               | 0                |
| 総通算           | 総通算           | 総通算           | 総通算           | 41               | 0                | 1                | 0                | 5                | 0                | 47               | 0                |

- 2021年　特別指定選手としての公式戦出場無し

出場歴
- Jリーグ初出場:2022年4月19日 J2第9節 ツエーゲン金沢戦（石川県西部緑地公園陸上競技場）